# IC 2612
IC 2612 је елиптична галаксија у сазвјежђу Мали лав која се налази на листи објеката дубоког неба у Индекс каталогу.
Деклинација објекта је + 32° 46' 6" а ректасцензија 10h 53m 37,1s. Привидна величина (магнитуда) објекта IC 2612 износи 15,6 а фотографска магнитуда 16,6. IC 2612 је још познат и под ознакама MCG 6-24-33, NPM1G +33.0205, PGC 32704.